# 김성수 (1971년)
김성수(1971년 ~ )은 대한민국의 영화감독이다.

## 학력
- 서울예술대학 영어영문학 81 학사

## 참여 작품
- 1995년 꼬리치는 남자 - 조연출
- 1996년 우리 낯선 사람들 - 감독
- 1997년 3인조 - 조연출
- 1997년 카라 - 조연출
- 2000년 종합병원 The Movie 천일동안 - 조연출
- 2006년 야수 각본, 감독
- 2013년 무명인 - 각본, 감독
- 2017년 구해줘 - 연출

## 수상 경력
- 1999년 백상예술대상  영화 부문 시나리오상
- 2016년 한국영화평론가협회상 영평10선
- 2017년 부일영화상 최우수 감독상
- 2024년 백상예술대상 영화 부문 대상